# Leptobrachium ngoclinhense
Leptobrachium ngoclinhense är en groddjursart som först beskrevs av Orlov 2005.  Leptobrachium ngoclinhense ingår i släktet Leptobrachium och familjen Megophryidae. IUCN kategoriserar arten globalt som otillräckligt studerad. Inga underarter finns listade i Catalogue of Life.